# Дзин Хайпън
Цзин Хайпън (на традиционен китайски: 景海鵬, на опростен китайски: 景海鹏, на пинин: Jǐng Hǎipéng) е шестият китайски космонавт и 485-и в света.

## Биография
Роден е на 24 октомври 1966 г. в Юнчен, провинция Шанси, Китай. През 1985 г. постъпва в редовете на Народоосвободителната армия на КНР (НОАК). От 1987 г. е член на Китайската комунистическа партия. През януари 1998 г. официално е включен в групата на първите космонавти на Китай. Женен е за Джан Пин, имат син Дзин Юйфей.

## Тайконавт
През 2005 г. е включен във втория състав на екипажа на кораба Шънджоу 6, заедно с Лиу Бомин.
На 25 септември 2008 г. в 13:10 UTC започва първия си космически полет в състава на екипажа на кораба Шънджоу 7.. Другите членове на екипажа са Джай Джъган и Лиу Бомин. Най-важната цел е първото излизане на китайски астронавт в открития космос. Излизането се осъществява на 27 септември в 8:38 до 9:00 EST, а астронавтът е Джай Джъган. Лиу Бомин, също е облечен в скафандър и остава в кораба да предостави помощ при нужда. Излязъл за съвсем кратко време. Дзин Хайпън остава да пилотира космическия кораб. След излизането в открития космос е пуснат микросателит, служещ за предаване на изображение от външната страна на кораба (активен до 4 януари 2009 г.). Астронавтите се завръщат на Земята в 9:38 UTC на 28 септември. В космоса остава орбиталният модул, като се очаква да е в орбита около шест месеца.
На 16 юни 2012 година Хайпън става вторият тайконавт, който лети два пъти в космоса, след като излита на борда на Шънджоу 9.